# Charles Phipps (1753-1786)
Charles Phipps (10 décembre 1753 - 20 octobre 1786) est un officier dans la Royal Navy. Il sert pendant la Guerre d'indépendance des États-Unis et participe à plusieurs batailles et combats. Il est également député à la Chambre des communes de 1779 à 1786.
Il est le second fils de Constantine Phipps (1er baron Mulgrave) et de son épouse Lepell. Son frère aîné, Constantine, et son frère cadet, Henry, sont tous deux devenus hommes politiques, Constantine étant également officier de la marine.

## Carrière militaire
Charles Phipps entre également dans la marine et, après avoir assisté à des services, il est promu lieutenant le 19 janvier 1771. Il aurait été le premier à avoir commandé le navire de brûlot HMS Strombolo en février 1776 et à s'être rendu en Amérique du Nord en mai de la même année. La Guerre d'indépendance des États-Unis se déroule à ce moment-là et, après un bref service sur la station, Phipps est promu capitaine de vaisseau le 1er août 1776. Son premier commandement à ce niveau est de prendre temporairement le HMS Perseus de 20 canons, succédant à son capitaine habituel, George Elphinstone, à partir du mois d’août de cette année.
Phipps prend le commandement du HMS Camilla de 20 canons le 21 mai 1777, restant capitaine en 1778. Camilla reste au large des côtes nord-américaines pendant cette période et le commandement suivant de Phipps est le HMS Ariel de 20 canons, également basé sur la station nord-américaine. Il le commande en septembre 1778 et lutte contre la marine américaine, capturant le corsaire New Broom le 22 octobre 1778. Phipps est remplacé par Thomas Mackenzie en tant que capitaine en février 1779 et, en avril de la même année, il commande le HMS Ambuscade de 32 canons. Ambuscade est actif dans les eaux européennes et Phipps remporte des succès contre les corsaires français, capturant le Prince de Montbarry le 28 juin et Hélène à 16 canons le 23 juillet 1779. Phipps prend part au soulagement de Guernesey en septembre 1779, puis sert dans l'escadron de John Reynold en octobre. De là, il rejoint la flotte de la Manche en 1780, qui est alors commandée par Francis Geary. Le 4 juillet de cette même année, il capture la corsaire Éléonore.
Phipps se voit alors confier le commandement du HMS Monsieur de 36 canons, nouvellement capturé en juillet 1780. Monsieur recrute son équipage à Portsmouth en octobre 1780 et Phipps remporte bientôt son premier succès, capturant le Chevreuil à 20 canons le 15 décembre. Il se porte ensuite au secours de Gibraltar en 1781 avec la flotte de George Darby et, le 10 octobre de la même année, assista le HMS Minerva en capturant le navire français de 22 canons Jason au large de Cape Clear. Son dernier commandement est le HMS Berwick de 74 canons qu'il reprend en mars 1782. Berwick fait partie de la flotte de Richard Howe lors du troisième et dernier siège de Gibraltar à la fin de 1782 et participe à la bataille du cap Spartel le 20 octobre 1782. Il navigue ensuite vers les Antilles avec la flotte de Sir Richard Hughes et y arrive en décembre. Berwick est désarmé en juin 1783, après la fin de la guerre d'indépendance américaine, et Phipps se rend à terre, n'ayant plus de commandement en mer.

## Carrière politique
Phipps s'engage dans une carrière politique pendant la guerre d'indépendance américaine et est élu député de Scarborough le 27 février 1779, succédant à un autre officier de la marine, Hugh Palliser. Phipps doit son élection au soutien de l'amirauté, puissante dans la circonscription et au soutien de Palliser. Comme son frère Constantine, Charles est initialement partisan du ministère North, mais ses fonctions dans la marine le tiennent souvent à l’écart du Parlement. Constantine et Charles abandonnent tous deux le ministère North après 1784, soutenant William Pitt le Jeune, mais, bien que Charles se soit de nouveau présenté à Scarborough en 1784, il est vaincu. Un autre siège lui est trouvé en juin 1784 et il est élu à Minehead, qu'il représente jusqu'à sa mort. Phipps meurt célibataire au siège de sa famille, au Château de Mulgrave, dans le Yorkshire, le 20 octobre 1786,.